# Classic production osnabrück
cpo oder auch classic production osnabrück ist das Musiklabel des Medienversandhändlers jpc, Grammy-Preisträger 2015.

## Geschichte
cpo wurde 1986 von Gerhard Georg Ortmann gegründet. Ortmann ist der geschäftsführende Gesellschafter des Medienversandhändlers jpc mit Firmensitz in Georgsmarienhütte, einer Kleinstadt südlich von Osnabrück. Seit 1991 zeichnet der Produzent und Director A&R Burkhard Schmilgun für die Auswahl des zu veröffentlichenden Repertoires verantwortlich.
Das Musiklabel produziert CDs und Super Audio CDs und hat mittlerweile auch die erste DVD im Programm. Opernaufnahmen werden in der Regel komplette Libretti beigelegt.

## Repertoire
Im Vordergrund stehen große Werkeditionen von Komponisten wie Georg Philipp Telemann, Ferdinand Ries, Johann Michael Haydn, Paul Hindemith, Hans Pfitzner, Emil Nikolaus von Reznicek, Erich Wolfgang Korngold, Egon Wellesz, Kurt Atterberg, Franz Lehár, Max Reger, Aulis Sallinen, Felix Woyrsch oder Allan Pettersson.
Insgesamt wurden über 900 CDs und über 20 SACDs veröffentlicht, darunter einige Erstaufnahmen. Pro Monat kommen etwa sechs neue Veröffentlichungen hinzu.
Unter dem Namen cpo-ton hat cpo drei Hörbücher mit Romanen von Walter Kempowski veröffentlicht. Der Autor liest seine Werke auf diesen CDs selbst. Zwei Bände mit zwölf bzw. neun CDs mit Radio-Essays von Arno Schmidt unter dem Titel Nachrichten von Büchern und Menschen 1 + 2 ergänzen diese Reihe.

## Auszeichnungen
Für die Qualität seiner Produktionen wurde das Unternehmen mehrfach ausgezeichnet: mit dem „Cannes Classical Award“, der ihm 1995 auf der Midem in Cannes als bestem Label weltweit verliehen wurde, und dem „Niedersächsischen Musikpreis“, der der Firma 2003 in Würdigung der schöpferischen Leistungen zuerkannt wurde.
2015 gewann die Firma cpo bei der 57. Grammy-Verleihung einen Grammy für die beste Opernaufnahme, La descente d’Orphée aux enfers des französischen Komponisten Marc-Antoine Charpentier. Im gleichen Jahr wurde die cpo-Einspielung zweier Barockopern von Marc-Antoine Charpentier auch mit dem deutschen Musikpreis Echo Klassik ausgezeichnet. Außerdem wurde cpo der Echo für die beste Editorische Leistung des Jahres 2015, die Urfassung von Meyerbeers „Vasco de Gama“, verliehen.
Für das große Engagement um den Komponisten Georg Philipp Telemann verlieh die Stadt Magdeburg den Telemann-Preis 2017 an das Label cpo und seinen künstlerischen Direktor Burkhard Schmilgun. Aus der Begründung: „Gegenwärtig gibt es kein anderes Label, welches mit einer auch nur annähernd ähnlichen Fülle, Kontinuität und Qualität Werke des in Magdeburg geborenen bedeutenden Komponisten Georg Philipp Telemann veröffentlicht. Unter den bei cpo verlegten CDs befinden sich zahlreiche Ersteinspielungen seiner Kompositionen sowie Aufnahmen, denen Referenzcharakter beigemessen wird. Mit besonderer Nachhaltigkeit trägt das Label cpo dazu bei, die Werke Telemanns weltweit zu verbreiten und ihnen den Weg ins Konzertrepertoire zu ebnen.“

## Personen
- Gerhard Georg Ortmann – Managing Director
- Burkhard Schmilgun – Director Artists & Repertoire
- Caroline Ranke – Product Manager
- Michael Rickert – Export Manager
- Lothar Bruweleit – Design[4]